# 갈리아

갈리아 전쟁 직전인 기원전 58년경 갈리아. 로마인들은 갈리아를 다섯 부분으로 나누었다: 갈리아 켈티카 (주로 후대의 갈리아 루그두넨시스 주에 해당), 갈리아 벨기카, 갈리아 키살피나, 갈리아 나르보넨시스, 갈리아 아퀴타니아.

갈리아(라틴어: Gallia)는 로마인이 처음으로 명확하게 묘사한 서유럽의 한 지역으로, 오늘날의 프랑스, 벨기에, 룩셈부르크 및 스위스, 네덜란드, 독일, 이탈리아 북부의 일부를 포함한다. 면적은 494,000 km2 (191,000 mi2)였다. 로마 공화국을 대표하여 이 지역을 장악한 율리우스 카이사르에 따르면, 갈리아는 갈리아 켈티카, 갈리아 벨기카, 갈리아 아퀴타니아의 세 부분으로 나뉘었다. 고고학적으로, 갈리아인은 기원전 5세기부터 1세기까지 라텐 문화를 이어받았다. 이 물질문화는 갈리아 전역과 동쪽으로는 현대 폴란드 남부, 슬로바키아, 헝가리에까지 분포했다.
갈리아의 지도자 브렌누스가 이끄는 전사 집단은 기원전 387년에 로마를 약탈하여 800년 동안 로마가 외적에게 정복당한 유일한 사례가 되었다. 그러나 갈리아 키살피나는 기원전 204년에, 갈리아 나르보넨시스는 기원전 123년에 로마에 정복되었다. 갈리아는 기원전 120년 이후 킴브리족과 튜턴족의 침략을 받았으나, 이들 역시 기원전 103년까지 로마인들에게 패배했다. 율리우스 카이사르는 기원전 58년부터 51년까지의 원정에서 갈리아의 대부분을 최종적으로 정복했다. 갈리아에 대한 로마의 지배는 5세기 동안 지속되었으며, 마지막 로마 잔존국인 수아송 왕국이 서기 486년에 프랑크인에게 함락될 때까지 이어졌다.
갈리아인들은 고대 후기 동안 주로 켈트족 문화에서 벗어나 갈로로마인 문화로 융합되었지만, 갈리아는 중세 전기를 통틀어 이 지역의 전통적인 이름으로 남아있었고, 중세 성기에는 카페 직계의 프랑스 왕국이라는 새로운 정체성을 얻었다. 갈리아는 현대 그리스어 (Γαλλία)와 현대 라틴어 (프랑키아와 프랑코갈리아 외에)에서도 프랑스를 지칭하는 이름으로 남아있다.

## 어원
그리스어와 라틴어 이름인 갈라티아 (최초로 기원전 4세기에 타우로메니움의 티마이오스에 의해 입증됨)와 갈리아는 궁극적으로 켈트족의 민족 용어 또는 갈(a)-토- 씨족에서 파생되었다. 갈리아 켈티카의 갈리아인들은 카이사르에 의해 스스로를 켈트족이라고 불렀다고 보고되었다. 헬레니즘 어원학은 갈라티아인 (Γαλάται, Galátai)의 이름을 갈리아인의 "젖빛 흰" 피부 (γάλα, gála "우유")와 연결시켰다. 현대 연구자들은 이것이 웨일스어 gallu, 콘월어: galloes와 관련이 있다고 말한다. 즉, "능력, 힘"을 의미하며, "강력한 사람들"을 의미한다.
겉보기에는 비슷하지만, 중세 이후 갈리아의 일반적인 영어 번역인 Gaul은 라틴어 용어와는 다른 기원을 가지고 있다. 이것은 프랑스어 Gaule에서 유래했으며, 고대 프랑크어 *Walholant (라틴어화된 형태인 *Walula를 통해)에서 파생되었는데, 문자적으로 "외국인/로마인의 땅"을 의미한다. *Walho-는 게르만조어 *walhaz, "외국인, 로마화된 사람"의 반영으로, 게르만어 화자들이 켈트족과 라틴어 화자에게 무차별적으로 적용한 외래어이다. 이것은 웨일스, 콘월주, 왈롱, 왈라키아와 동계어이다. 게르만어 w-는 프랑스어에서 gu- / g-로 정기적으로 표현되며 (cf. guerre "war", garder "ward", Guillaume "William"), 역사적인 이중모음 au는 뒤따르는 자음 앞의 al의 정기적인 결과이다 (cf. cheval ~ chevaux). 프랑스어 Gaule 또는 Gaulle는 라틴어 Gallia에서 파생될 수 없다. 왜냐하면 g는 a 앞에서 j가 될 것이고 (cf. gamba > jambe), 이중모음 au는 설명되지 않을 것이기 때문이다. 라틴어 Gallia의 정기적인 결과는 프랑스어 Jaille이며, 이는 라 자이으 이봉 및 생마르 라 자이으와 같은 여러 서부 지명에서 발견된다. 게르만조어 *walha는 궁극적으로 볼카이족의 이름에서 파생되었다.
겉보기에는 비슷하지만, 게일인이라는 이름도 관련이 없다. 아일랜드어 단어 gall은 원래 "갈리아인" 즉 갈리아의 거주자를 의미했지만, 나중에 의미가 확장되어 바이킹을, 그리고 더 나중에는 노르만인을 묘사하는 "외국인"을 의미하게 되었다. 이분법적인 단어 gael과 gall은 때때로 대조를 위해 함께 사용되는데, 예를 들어 12세기 서적 Cogad Gáedel re Gallaib에서 그렇다.
형용사로는 Gaulish와 Gallic 두 가지 변형이 있다. 두 형용사는 "갈리아 또는 갈리아인에 속하는"이라는 의미로 동의어로 사용되지만, 한때 갈리아에서 사용되던 켈트어군은 주로 갈리아어로 알려져 있다.

## 역사

### 로마 이전

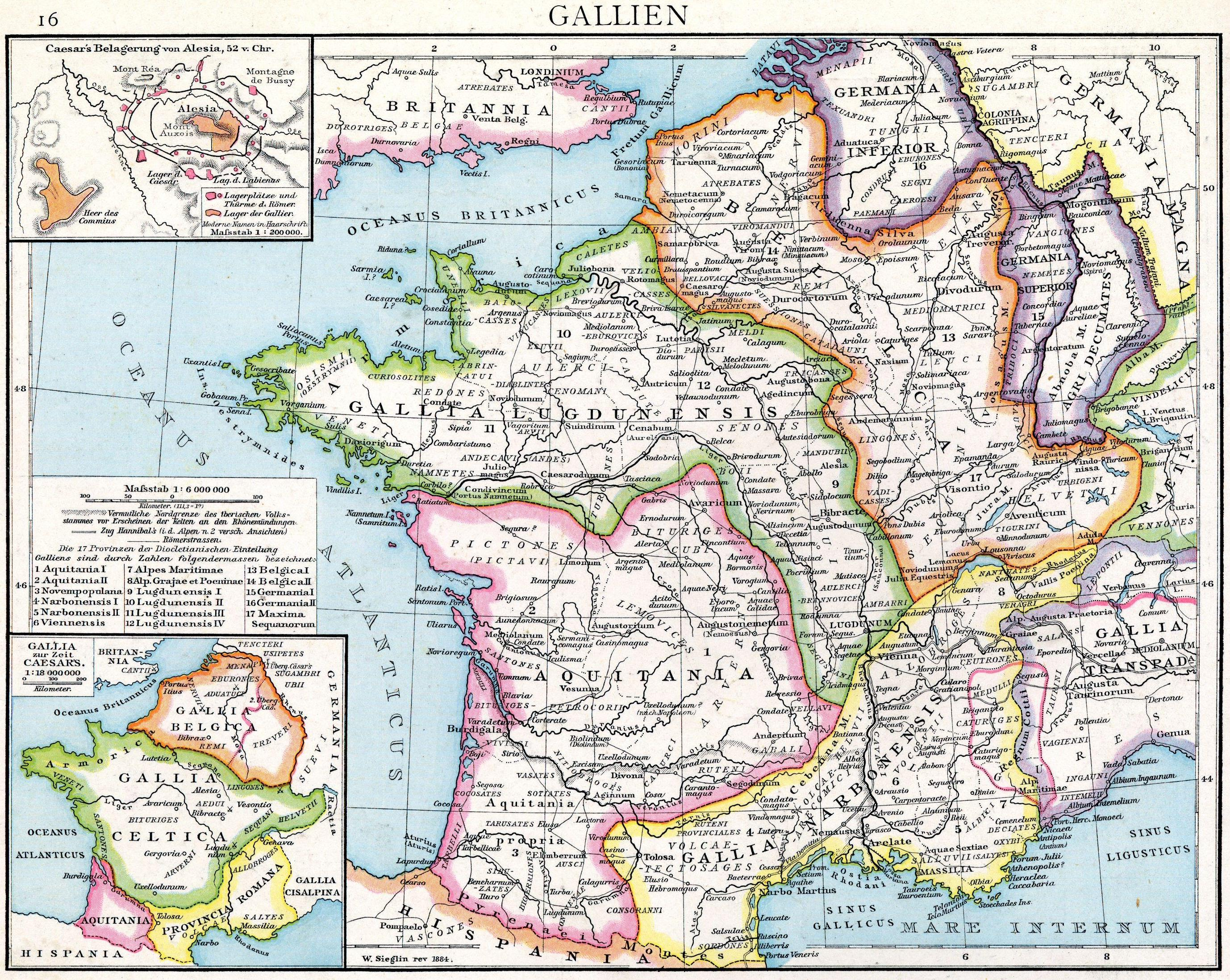
로마령 갈리아 지도 (Droysens Allgemeiner historischer Handatlas, 1886)

갈리아 지역에 살았던 민족에 대한 서면 정보는 거의 없으며, 주화에서 얻을 수 있는 정보 외에는 미미하다. 따라서 갈리아인의 초기 역사는 주로 고고학의 문제이며, 그들의 고고문화, 유전적 관계 (최근에는 고고유전학 분야의 도움을 받음) 및 언어적 구분 사이의 관계는 거의 일치하지 않는다.
기원전 5세기부터 4세기까지의 라텐 문화의 급속한 확산 이전에, 프랑스 동부 및 남부 지역은 이미 후기 청동기 시대 언필드 문화 ( 12세기c. ~ 8세기 기원전)에 참여했으며, 이 문화에서 초기 철기 시대 할슈타트 문화 (기원전 7세기 ~ 6세기)가 발전했다. 기원전 500년경까지, 할슈타트 문화의 강한 영향은 프랑스 대부분 지역 (알프스와 극서북부를 제외하고)에 미쳤다.
이 할슈타트 배경에서 라텐 문화는 기원전 7세기와 6세기에 발생했으며, 아마도 대륙켈트어군 문화의 초기 형태를 나타내고 고대 그리스, 페니키아, 에트루리아인 문명의 지중해적 영향을 받았을 것으로 추정된다. 이 문화는 센강, 라인강 중류 및 엘베강 상류를 따라 퍼져나갔다. 기원전 5세기 후반까지 라텐 문화의 영향은 갈리아 전역에 빠르게 확산되었다. 라텐 문화는 후기 철기 시대 (기원전 450년부터 기원전 1세기 로마 정복까지) 동안 프랑스뿐만 아니라 오늘날의 스위스, 이탈리아 북부, 오스트리아, 독일 남부, 보헤미아, 모라바, 슬로바키아, 헝가리에서도 발전하고 번성했다. 주요 고고유전학 연구에 따르면 청동기 시대에 브리튼 남부로 기원전 1300년부터 800년까지 500년 동안 이주가 있었다고 한다. 새로 온 사람들은 유전적으로 갈리아의 고대 개인들과 가장 밀접하게 관련되어 있었다. 저자들은 이것을 "초기 켈트어파가 브리튼으로 퍼져나간 그럴듯한 경로"라고 설명한다.
갈리아 켈트족에 대한 초기 정보의 주요 출처는 아파메아의 포세이도니오스이며, 그의 저술은 티마게네스, 율리우스 카이사르, 시칠리아의 그리스인 디오도로스 시켈로스 및 그리스 지리학자 스트라본에 의해 인용되었다. 기원전 4세기와 3세기 초에 갈리아 씨족 연맹은 (오늘날 "갈리아"라는 용어의 사용을 정의하는) 로마령 갈리아의 영토를 훨씬 넘어 판노니아, 일리리아, 이탈리아 북부, 트란실바니아, 심지어 소아시아까지 확장되었다. 기원전 2세기까지 로마인들은 갈리아 트란살피나를 갈리아 키살피나와 구별하여 묘사했다. 율리우스 카이사르는 그의 갈리아 전쟁에서 갈리아의 세 민족 집단을 구별했다: 북부의 벨가이족 (대략 라인강과 센강 사이), 중앙과 아르모리카의 켈트족, 남서부의 아퀴타니족이며, 남동부는 이미 로마인들이 식민지화한 지역이었다. 일부 학자들은 솜강 북부의 벨가이족이 켈트족과 게르만족 요소의 혼합이라고 믿지만, 그들의 민족적 소속은 아직 명확하게 해결되지 않았다.
갈리아인 외에도 갈리아에는 다른 민족들이 살았는데, 그리스인과 페니키아인들이 지중해 연안을 따라 마실리아 (오늘날의 마르세유)와 같은 전초 기지를 세웠다. 또한 프랑스 남동부 지중해 연안을 따라 리구리아인은 켈트족과 융합하여 켈트-리구리아주 문화를 형성했다.

### 로마 정복
기원전 2세기 지중해 갈리아는 광범위한 도시 조직과 번영을 누렸다. 고고학자들은 북갈리아의 도시들 중 아바리쿰 (부르주)의 비투리지안 수도, 케나붐 (오를레앙), 아우트리쿰 (샤르트르) 그리고 손에루아르의 오툉 근처에 발굴된 비브락테 유적, 그리고 전쟁 시 사용된 여러 오피둠들이 있었다는 것을 알고 있다. 지중해 갈리아의 번영은 로마로 하여금 마르세유 주민들의 도움 요청에 응하도록 장려했는데, 이들은 리구리아인과 갈리아인의 연합 공격을 받고 있었다. 로마인들은 기원전 154년에 갈리아에 개입했고, 기원전 125년에 다시 개입했다. 첫 번째 개입 때는 왔다가 떠났지만, 두 번째 개입 때는 머물렀다. 기원전 122년에 그나이우스 도미티우스 아헤노바르부스는 알로브로게스족 (살루비족의 동맹)을 물리쳤고, 이듬해 퀸투스 파비우스 막시무스 알로브로기쿠스는 알로브로게스족을 돕기 위해 온 아르베르니족의 왕 비투이투스가 이끄는 군대를 "파괴"했다. 로마는 마르세유가 땅을 유지하도록 허용했지만, 정복된 부족들의 땅을 자신들의 영토에 추가했다. 이러한 정복의 직접적인 결과로, 로마는 이제 피레네산맥에서 론강 하류, 동쪽으로는 론강 계곡을 따라 레만호까지 이르는 지역을 통제하게 되었다. 기원전 121년까지 로마인들은 프로빈키아(나중에 갈리아 나르보넨시스로 명명됨)라고 불리는 지중해 지역을 정복했다. 이 정복은 갈리아 아르베르니족의 우위를 무너뜨렸다.

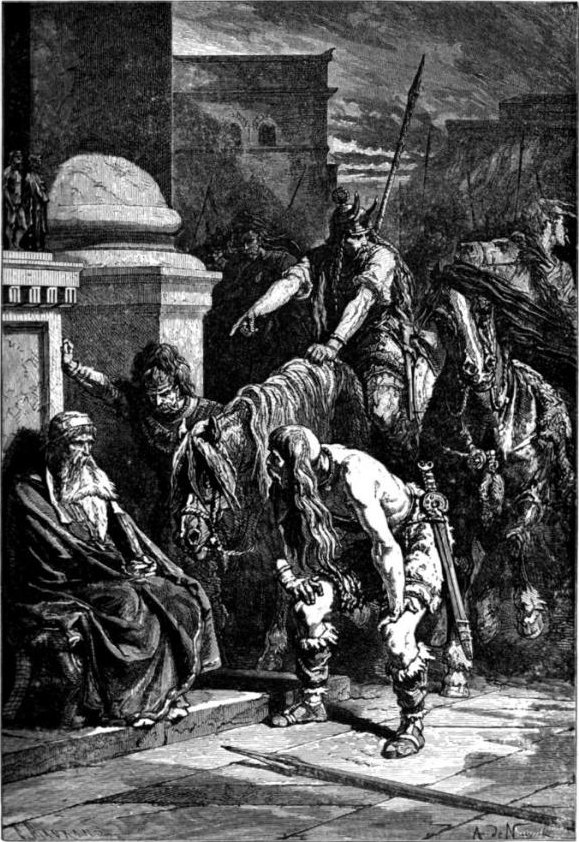
로마의 갈리아인

로마의 프로콘술이자 장군인 율리우스 카이사르는 기원전 58년에 갈리아로 군대를 이끌었는데, 표면상으로는 이주하는 헬베티족에 대항하여 로마의 갈리아 동맹국을 돕기 위함이었다. 그는 다양한 갈리아 씨족(예: 하이두이족)의 도움으로 거의 모든 갈리아를 정복하는 데 성공했다. 갈리아인들의 군사력은 로마군만큼 강했지만, 갈리아 부족들 사이의 내부 분열은 카이사르에게 쉬운 승리를 보장했고, 베르킨게토릭스가 로마 침략에 대항하여 갈리아인들을 단결시키려는 시도는 너무 늦었다. 카이사르는 갈리아 중앙의 요새화된 도시 게르고비아 공방전에서 베르킨게토릭스에게 저지당했다. 카이사르의 많은 갈리아 씨족과의 동맹은 깨졌다. 가장 충실한 지지자였던 하이두이족조차도 아르베르니족과 손을 잡았지만, 언제나 충성스러웠던 레미족 (기병으로 가장 잘 알려져 있음)과 링고네스족은 카이사르를 지원하기 위해 병력을 보냈다. 우비족의 게르만족 또한 기병을 보냈고, 카이사르는 레미족의 말로 그들을 무장시켰다. 카이사르는 기원전 52년 9월 알레시아 전투에서 베르킨게토릭스를 사로잡았고, 이로써 로마에 대한 갈리아인들의 저항 대부분이 종식되었다.
갈리아 전쟁 동안 최대 100만 명(갈리아인 5명 중 1명꼴)이 사망하고, 또 다른 100만 명은 노예가 되었으며, 300개 씨족이 정복되고 800개 도시가 파괴되었다. 아바리쿰(부르주) 시의 전체 인구(총 40,000명)는 학살당했다. 카이사르의 헬베티족(스위스) 원정 이전에 헬베티족의 수는 263,000명이었으나, 원정 후에는 100,000명만이 남았고, 그들 대부분은 카이사르에게 노예로 잡혔다.

### 로마령 갈리아

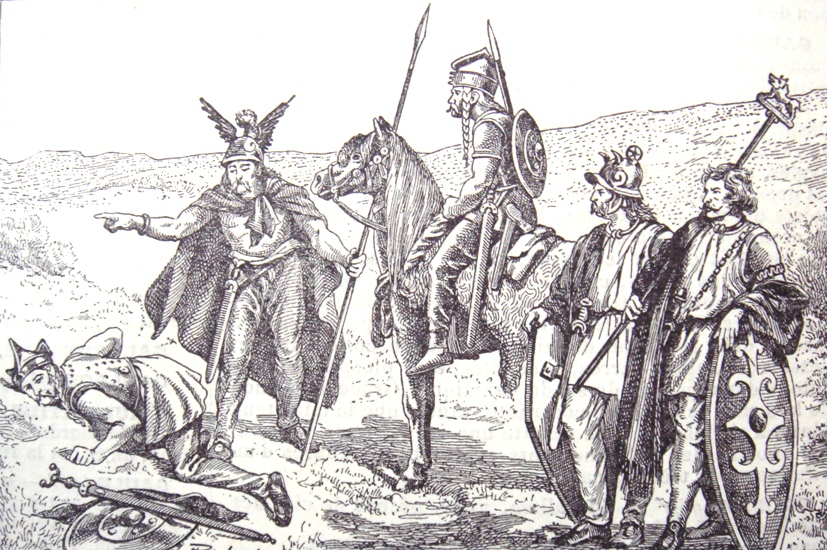
19세기 후반 라루스 사전 일러스트레이터가 상상한 갈리아 군인, 1898

갈리아가 일련의 로마 속주로 편입된 후, 주민들은 점차 로마 문화의 측면을 받아들이고 동화되어 독특한 갈로로마인 문화를 형성했다. 212년 안토니누스 칙령에 의해 모든 이들에게 시민권이 부여되었다. 3세기부터 5세기까지 갈리아는 프랑크인의 습격을 받았다. 갈리아, 브리타니아, 히스파니아 (남부의 평화로운 히스파니아 바이티카 포함) 속주들로 구성된 갈리아 제국은 260년부터 273년까지 로마에서 분리되었다. 많은 원주민 외에도 갈리아는 다른 곳에서 온 로마 시민들과 알란인과 같은 게르만족 및 스키타이족의 이민자들에게도 고향이 되었다.
주민들의 종교적 관습은 로마와 켈트족 관습이 결합된 형태로, 코반누스와 에포나와 같은 켈트 신들은 interpretatio romana에 의해 재해석되었다. 황제 숭배와 동방 밀교 또한 신봉자를 얻었다. 결국, 기독교는 제국의 공식 종교가 되고 이교가 억압된 후 서로마 제국의 말기에 승리했다. 작지만 주목할 만한 유대교 공동체도 정착했다.
갈리아어는 지역 물질문화의 상당한 로마화에도 불구하고 프랑스에서 6세기까지 살아남은 것으로 생각된다. 갈리아어 사용의 마지막 기록으로 그럴듯하게 신뢰할 만한 것은 오베르뉴의 이교 신전이 기독교인들에 의해 파괴된 사건으로, "갈리아어로 바소 갈라타이(Vasso Galatae)라고 불렸다"고 언급되었다. 라틴어와 공존하며 갈리아어는 프랑스어로 발전한 속라틴어 방언을 형성하는 데 기여했다. 갈리아 지역의 속라틴어는 독특한 지역적 특징을 띠게 되었으며, 그 중 일부는 낙서에서 증명되는데, 이는 프랑스어 및 그 가장 가까운 친척들을 포함하는 갈로로망스어군 방언으로 발전했다. 기층언어의 영향은 낙서에서 나타나는 음운 변화에서 볼 수 있는데, 이는 특히 갈리아어에서 이전에 발생했던 변화와 일치한다. 갈리아 북부의 속라틴어는 오일어와 프랑코프로방스어로 발전했으며, 남부의 방언은 현대의 오크어와 카탈루냐어로 발전했다. "갈로로망스어"로 여겨지는 다른 언어로는 갈로이탈리아어군과 레토로망스어군이 있다.

### 프랑크 갈리아
수아송 (486), 부이예 (507), 오퉝 (532)에서의 프랑크족 승리 이후, 갈리아 (브르타뉴반도와 셉티마니아를 제외한)는 최초의 프랑스 왕인 메로베우스 왕조의 지배를 받게 되었다. 갈로로마인 문화는 특히 옥시타니아로 발전한 갈리아 나르보넨시스 지역, 갈리아 키살피나 및 다소 정도는 덜하지만 아퀴타니아에서 지속되었다. 북부는 메로베우스 문명으로 발전했다. 공화국의 공공 행사와 문화적 책임에 중점을 둔 도시 생활, 그리고 자급자족하는 시골 고대 로마의 빌라 시스템의 때로는 호화로운 생활을 중심으로 한 로마 생활은 갈로로마인 지역에서 붕괴하는 데 더 오랜 시간이 걸렸으며, 5세기 초에 서고트인이 대체로 현상 유지를 계승했다. 갈로로마인 언어는 문화적 장벽을 효과적으로 형성했던 카르보나리아 숲의 북동부, 북동쪽으로는 프랑크족과, 북서쪽으로는 루아르강 하류 계곡까지 지속되었다. 갈로로마인 문화는 투르와 같은 도시 지역에서 프랑크족 문화와 상호작용했다.

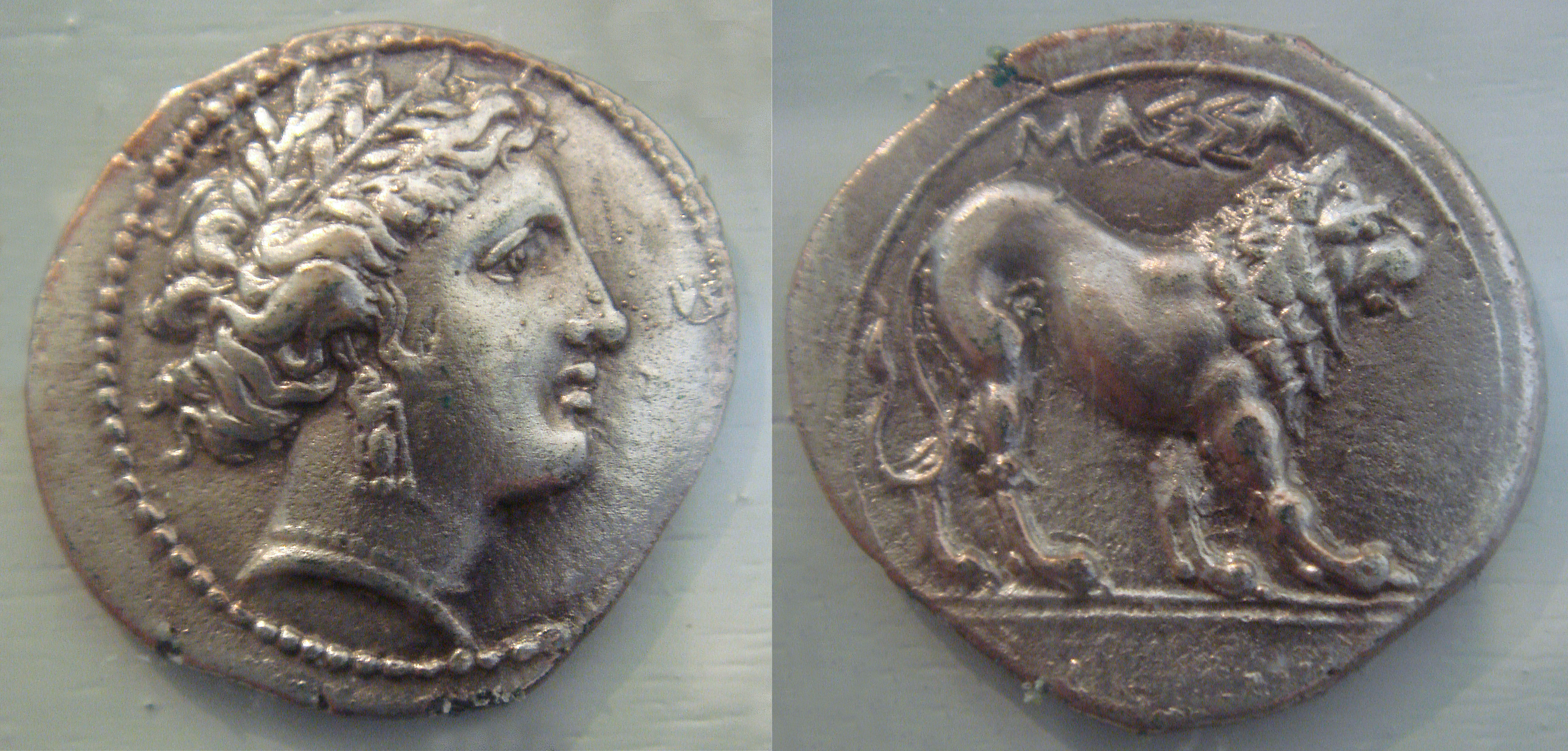
마실리아 (마르세유) 은화, 그리스어 표기, 기원전 5세기–1세기.
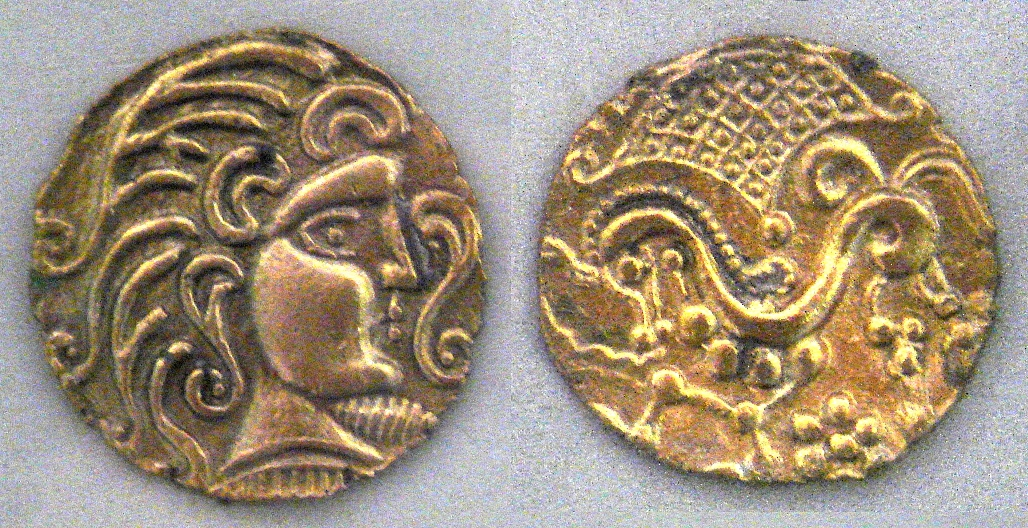
갈리아 파리시족의 금화, 기원전 1세기, (프랑스 국립도서관)
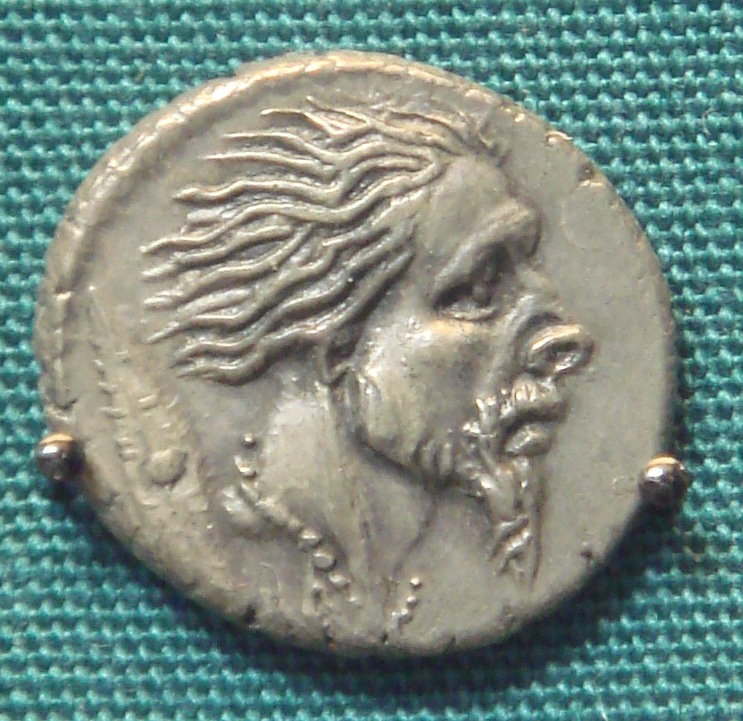
율리우스 카이사르의 원정 이후 기원전 48년 포로 갈리아인의 머리가 새겨진 로마 은 데나리우스.

## 문화

### 사회 구조, 원주민 국가 및 씨족

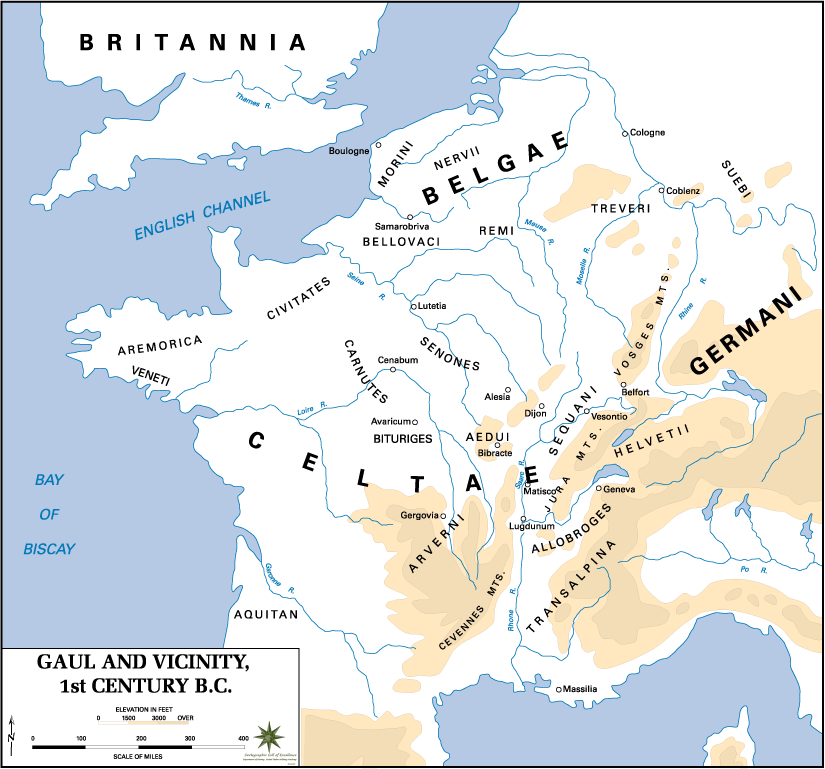
기원전 1세기 갈리아 지도, 켈트족의 상대적 위치를 보여줌: 켈트족, 벨가이족 그리고 아퀴타니족.

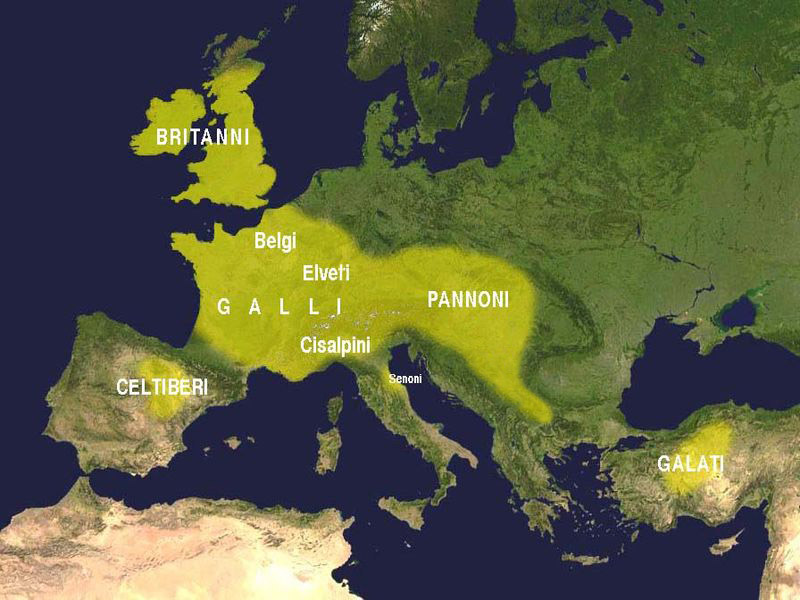
기원전 3세기 켈트 문화의 확장.

갈리아 정치의 기본 단위는 카이사르가 파기(pagi)라고 불렀던 하나 이상의 씨족으로 구성된 씨족이었다. 각 씨족은 장로회와 처음에는 왕을 가지고 있었다. 나중에 집행관은 매년 선출되는 행정관이었다. 갈리아 씨족인 하이두이족 중에서는 집행관이 베르고브렛(Vergobret)이라는 칭호를 가졌는데, 이는 왕과 매우 유사한 직책이었으나, 그의 권한은 의회에서 정한 규칙에 의해 제한되었다.
로마인들이 파기(pagi)라고 불렀던 지역 민족 집단들 (단수: pagus; 프랑스어 단어 pays, "지역" [더 정확한 번역은 '국가']는 이 용어에서 유래함)은 더 큰 다수 씨족 집단으로 조직되었는데, 로마인들은 이를 키비타스라고 불렀다. 이러한 행정 집단은 로마인들의 지역 통제 시스템에 의해 계승되었고, 이 키비타스들은 또한 프랑스의 최종적인 교회 주교구 및 교구 분할의 기초가 되었으며, 이는 프랑스 혁명까지 약간의 변화와 함께 유지되었다.
씨족들은 적당히 안정적인 정치적 실체였지만, 갈리아 전체는 정치적으로 분열되는 경향이 있었고, 다양한 씨족들 사이에는 사실상 단결이 없었다. 카이사르의 침략과 같은 특히 힘든 시기에만 갈리아인들은 베르킨게토릭스와 같은 단일 지도자 아래 단결할 수 있었다. 그러나 그때조차도 파벌 간의 경계는 명확했다.
로마인들은 갈리아를 크게 프로빈키아(지중해 주변의 정복된 지역)와 북부의 갈리아 코마타("자유 갈리아" 또는 "긴 머리 갈리아")로 나누었다. 카이사르는 갈리아 코마타 사람들을 아퀴타니족, 갈리족(자신들의 언어로는 켈트족이라 불림), 벨가이족의 세 가지 큰 집단으로 나누었다. 현대적인 의미에서 갈리아인은 언어적으로 갈리아어 방언을 사용하는 사람들로 정의된다. 아퀴타니족은 아마도 바스크인이었을 것이고, 벨가이족은 켈트족과 게르만족 요소의 혼합이었을 것이다.
율리우스 카이사르는 갈리아 전기에서 다음과 같이 썼다.
모든 갈리아는 세 부분으로 나뉜다. 그 중 하나는 벨가이족이 거주하고, 다른 하나는 아퀴타니족이, 그리고 자신들의 언어로는 켈트족이라 불리고 우리에게는 갈리아인이라 불리는 자들이 세 번째 부분을 차지한다. 이들은 모두 언어, 관습, 법률에서 서로 다르다. 가론강은 갈리아인과 아퀴타니족을 분리하고; 마른강과 센강은 그들을 벨가이족으로부터 분리한다. 이들 중 벨가이족이 가장 용감하다. 왜냐하면 그들은 (우리) 속주의 문명과 세련됨에서 가장 멀리 떨어져 있고, 상인들이 그들을 가장 적게 방문하며, 마음을 나약하게 만드는 것들을 가장 적게 수입하기 때문이다; 또한 그들은 라인강 너머에 사는 게르만족과 가장 가깝고, 그들과 끊임없이 전쟁을 벌이고 있기 때문이다. 이러한 이유로 헬베티족 또한 나머지 갈리아인들보다 용맹함이 뛰어나다. 그들은 거의 매일 게르만족과 전투를 벌이며, 자신들의 영토에서 그들을 격퇴하거나, 스스로 그들의 국경에서 전쟁을 벌이기 때문이다. 갈리아인들이 점유한다고 말한 이 지역의 한 부분은 론강에서 시작된다; 그것은 가론강, 대양, 그리고 벨가이족의 영토에 의해 경계 지어진다; 또한 세콰니족과 헬베티족 쪽으로는 라인강과 접하며 북쪽으로 뻗어 있다. 벨가이족은 갈리아의 가장 먼 국경에서 일어나 라인강 하류까지 뻗어 있다; 그리고 북쪽과 뜨는 해를 향한다. 아퀴타니아는 가론강에서 피레네산맥과 스페인 근처의 대양 부분까지 뻗어 있다: 그것은 지는 해와 북극성 사이를 향한다.

### 종교
갈리아인들은 일종의 애니미즘을 실천했는데, 호수, 시내, 산, 기타 자연물에 인간적 특성을 부여하고 그들에게 준신적인 지위를 부여했다. 또한 동물 숭배도 드물지 않았다. 갈리아인에게 가장 신성한 동물은 멧돼지였으며, 이는 로마 독수리처럼 많은 갈리아 군사 표준에서 찾아볼 수 있다. 그들의 신과 여신 체계는 느슨하여, 거의 모든 갈리아인이 숭배하는 특정 신들뿐만 아니라 씨족 및 가정 신들도 있었다.
아마도 갈리아 종교의 가장 흥미로운 측면은 드루이드의 실천일 것이다. 드루이드들은 숲 속의 숲이나 원시적인 사원에서 행해지는 인간 또는 동물 희생을 주관했다. 그들은 또한 연간 농업 달력을 보존하고 음력-태양력의 주요 지점에 해당하는 계절 축제를 시작하는 책임을 맡았던 것으로 보인다. 드루이드들의 종교적 관행은 혼합적이었고, 아마도 인도유럽어족의 뿌리를 가진 이전의 이교 전통에서 차용되었다. 카이사르는 갈리아 전쟁에서 드루이드교를 면밀히 연구하고자 하는 켈트족들은 영국으로 갔다고 언급한다. 한 세기 조금 넘는 후에 그나이우스 율리우스 아그리콜라는 로마 군대가 웨일스의 앵글시에 있는 큰 드루이드 성역을 공격했다고 언급한다.
드루이드의 기원에 대한 확실한 정보는 없지만, 그들이 자신들의 질서의 비밀을 지키고 갈리아 사람들에게 영향력을 행사했다는 것은 분명하다. 실제로, 그들은 전쟁과 평화 문제를 결정할 권리를 주장하며 "국제적" 지위를 가졌다. 또한, 드루이드들은 일반 갈리아인의 종교를 감독하고 귀족 교육을 담당했다. 그들은 또한 숭배자 집단으로부터의 파문 형태를 시행했는데, 이는 고대 갈리아에서 세속 사회로부터의 분리를 의미했다. 따라서 드루이드들은 갈리아 사회의 중요한 부분이었다. 브르타뉴반도를 제외한 고대 갈리아 영토 대부분에서 켈트어가 거의 완전히 신비롭게 사라진 것은 켈트 드루이드들이 켈트 구전 문학이나 전통 지혜를 문자로 기록하는 것을 허용하지 않았다는 사실에 기인할 수 있다.

## 같이 보기
- 암비오릭스
- 아스테릭스 – 주로 기원전 50년을 배경으로 한 갈리아와 로마에 대한 프랑스 만화
- 보그 보디
- 브라카에 – 전형적인 갈리아 복장인 바지
- 갈리아 키살피나
- 갈라티아
- 루그두눔
- 로마 공화국
- 갈리아 북서부의 로마 빌라